# Білий пуховий кріль
Білий пуховий — порода кролів виключно пухового напряму.

## Історія
Порода кролів білий пуховий виникла в результаті робіт, які проводили російські вчені-селекціонери в середині XX століття. Схрестивши представників французької ангорської пухової породи з особинами малопродуктивних порід, вони отримали абсолютно нову, універсальну породу кролів яку і назвали біла пухова.
При проведенні цих робіт ставилися цілком реальні завдання — домогтися збільшення кількості і якості пуху, підвищити вагу і розмір тварини, зміцнити його кістковий остов. В результаті нова порода має прийнятні розміри і яскравий білий колір. Також зустрічаються особини чорного, блакитного і димчастого кольору. Вага деяких особин доходить до 4 кілограм.

## Різновиди
Дана порода розділена на два різновиди — Курська і Кіровська. Для заводчиків ці кролики привабливі своєю невибагливістю, витривалістю і здатністю добре пристосовуватися до кліматичних перепадів температури. У них досить потужне, добре складене тіло, що має кулясту форму. Конституція тіла міцна. Тулуб довжиною 54 см. Груди не мають певних параметрів. Невелика за розмірами округла голова увінчана стоячими вухами. Досить сильні, прямі лапи мають добре видимі м'язи. Волосяний покрив має велику довжину (7—14 см) і складається з пуху, який володіє хорошою еластичністю й остистістю, що дозволяє йому довго не звалюватися.

## Розведення
Доросла особина дає в середньому від 300 до 750 грамів пуху в рік, але зустрічаються кролиці, з яких можна зібрати понад кілограм. Густий підшерсток, який знаходиться під дозрілим пухом, не дозволяє тварині залишатися голим після вищипування. Це набагато зменшує ризик виникнення у кроликів простудних захворювань. Зібраний матеріал завжди можна здати виробникам різних пухових виробів.
Самки білої пухової породи кролів плідні й мають хороші показники молочності. Вони можуть приносити до семи кроленят за одні пологи. З двомісячного віку молодняк можна починати вичісувати двічі на тиждень. Вибираючи тварин для розведення, потрібно в першу чергу звертати особливу увагу на стан і якість пуху. Якщо він досить густий і пружний, має до 5 сантиметрів в довжину і рівномірно покриває все тіло кролика, то все в порядку.
Заводчикам необхідно пам'ятати, що при вирощуванні цієї породи кролів необхідно постійно вибраковувати тих особин, які дають меншу кількість пуху. Утримувати цю породу можна як в норах, так і в спеціально зроблених клітинах, виготовлених з різних матеріалів.